# Бој на Грамади
Бој на Грамади јесте битка која се одиграла 1811. године између удруженх снага Устаничке Србије и Руске империје против Османског царства, у којој су победиле удружене српско-руске снаге.

## Пре битке
Након пораза 1809. године у бици на Чегру устаничка војска покушава да се регрупише и стабилизује јужни фронт како би спречила даљи продор Турака из правца Ниша који је довео у опасност целу државу. С доласком руске војске у Србију ситуација се по српску војску на југоисточном и источном делу фронта знатно побољшала, 1810. убедљивом победом код Варварина српска војска почиње да утврђује и стабилизује своје положаје на југу.

## Битка
До битке је дошло 22. октобра 1811. године, када је удружена српско-руска војска напала турске положаје у непосредној близина Ниша, и она је трајала до 23. октобра 1811. године. Имајући на уму да је турска војска већином остала без морала и да се и даље опорављала од пораза код Варварина српско-руска војска на челу с Младеном Миловановићем, кнезом Јевтом и руским пуковником Константином Полтурецким, је одлучила да нападне турске положаје у непосредној близини Ниша под командом Хуршид-паше. Након силне борбе Хуршид-паша и 8.000 Турака су били поражени и натерани у бег. Током битке су се истакли штабски лекар Иван Морачевски и руски пуковник Константин, кога је лично Младен похвалио вожду Карађорђу за велику храброст. 

## После битке
Главни српски логор бива премештен у Копај-Кошару, српска војска се зауставља и укопава испред Ниша знајући да тврђаву и град неће моћи тек тако да освоје, с тог положаја ће да опсервирају тврђаву и врше повремене препаде и нападе на Турке, укључујући и Карађорђа који је једном приликом 1811. године "напао Ниш и стигао до Медошевачке куле и Камените ћуприје", али се морао вратити натраг јер су Турци затворили град и обезбедили си положаје код и у тврђави, све до турских контранапада 1813. године. Успех који је донела ова битка Србима је омогућила да ставе Ниш под полублокаду и у јако опасну и неизвесну ситуацију за Турке.